# Chaudebonne
 Chaudebonne  es una población y comuna francesa, en la región de Auvernia-Ródano-Alpes, departamento de Drôme, en el distrito de Nyons y cantón de Nyons.

## Demografía
| 52 | 45 | 35 | 47 | 48 | 54 |
| Para los censos de 1962 a 1999 la población legal corresponde a la población sin duplicidades (Fuente: INSEE [Consultar]) |    |    |    |    |    |